# Caesia occidentalis
Caesia occidentalis är en grästrädsväxtart som beskrevs av Robert Brown. Caesia occidentalis ingår i släktet Caesia och familjen grästrädsväxter. Inga underarter finns listade i Catalogue of Life.